# آرتور، شاهزاده ولز
آرتور تیودور (به انگلیسی: Arthur, Prince of Wales) (۲۰ سپتامبر ۱۴۸۶ - ۲ آوریل ۱۵۰۲) شاهزاده ولز، پسر اول هنری هفتم بود و به عنوان ولیعهد وی شناخته می‌شد.
زمانی که آرتور یازده سال داشت، با هدف ایجاد اتحاد بین انگلستان و اسپانیا علیه فرانسه، با کاترین آراگن نامزد شد. در سال ۱۵۰۱ و زمانی که آرتور به سن پانزده سالگی رسید این دو با یکدیگر ازدواج کرده و به شروپ‌شر نقل مکان کردند که آرتور از آن‌جا بر ولز حکم‌رانی می‌کرد.
تنها شش ماه بعد از نقل مکان به شروپ‌شر، آرتور بر اثر بیماری در سن پانزده سالگی درگذشت و به این ترتیب برادر کوچک وی هنری هشتم به عنوان ولیعهد انتخاب شد و برای حفظ اتحاد با اسپانیا با کاترین ازدواج کرد.